# Telopea truncata
Espèce
Classification phylogénétique
Répartition géographique
Telopea truncata est une espèce de plantes à fleurs de la famille des Proteaceae. C'est un arbuste endémique à la Tasmanie.